# Menotropin
Menotropin (humanes Menopausengonadotropin, hMG) ist ein Arzneistoff zur Behandlung von Fruchtbarkeitsstörungen der Frau. Es wird aus menschlichem Urin von postmenopausalen Frauen z. B. aus China und Südamerika gewonnen und enthält die beiden Gonadotropine LH und FSH. Es wurde bereits in den 1980er Jahren zur direkten Stimulation der Ovarien (zur Eiproduktion und Eireifung) eingesetzt.
Obwohl humanes menopausales Gonadotropin (hMG) hoch aufgereinigt wird, kann das Risiko einer Übertragung von Erregern bekannter und unbekannter Natur nicht völlig ausgeschlossen werden. Eine vollständige Rückverfolgbarkeit der Urinspenderinnen ist nicht möglich.
Menotropin führt bei rund 20 % der behandelten Frauen zu Mehrlingsschwangerschaften.
Ebenfalls kann bei Fruchtbarkeitsstörungen biotechnologisch hergestelltes rekombinantes FSH (rFSH) und LH (rLH) verwendet werden. Die Studienergebnisse, welche die Wirksamkeit von Menopausengonadotropinen (hMG) mit rekombinantem FSH (rFSH) vergleichen, sind jedoch widersprüchlich und von den verschiedenen Fragestellungen und untersuchten Studiengruppen abhängig. Eine Auswertung einiger relevanter Studien zeigte, dass die In-vitro-Fertilisation (IVF) mit humanem Menopausengonadotropin (hMG) zu höheren Lebendgeburtsraten führt als die Behandlungen mit rekombinantem follikelstimulierendem Hormon (rFSH). In diesen Studien wurde die Mehrzahl der Behandlungszyklen mit hMG durchgeführt. Die gepoolte Analyse aus zwei großen randomisierten, kontrollierten Studien zeigte, dass hMG zu signifikant höheren Schwangerschaftsraten führt als rFSH in IVF Zyklen.
Bezüglich der Anzahl der erhaltenen Oozyten und der Schwangerschaftsrate, wurden in einigen Studien jedoch bessere Resultate für urinäre Produkte und in anderen Studien bessere Resultate für rekombinante Produkte erzielt. Eine großangelegte Metaanalyse, welche die verschiedene Studien berücksichtigt, kommt daher zum Schluss, dass es zwischen urinären und rekombinanten Produkten keinen signifikanten Unterschied in Bezug auf die Schwangerschaftsrate gibt.

## Fertigarzneimittel
Menogon (D), Merional (A, CH), Menopur (A, CH, USA u. a.), Fostimon (A, CH) Repronex (CND)

## Sonstiges
2024 wurde der Radsportler Miguel Ángel López wegen Dopings mit Menotropin für vier Jahre gesperrt.